# نهند (جناح)
 نهند  قرية صغيرة تتبع بلدة جناح ( بالفارسية: بخش جناح ) من توابع مدينة بستك وتقع في محافظة هرمزگان في جنوب إيران.

## وصلات خارجية
- التقسيمات الإدارية لمحافظة هرمزگان